# Stenandrium nanum
Stenandrium nanum là một loài thực vật có hoa trong họ Ô rô. Loài này được (Standl.) T.F. Daniel miêu tả khoa học đầu tiên năm 1984.